# 3564 Talthybius
3564 Talthybius là một Trojan của tiểu hành tinh Sao Mộc có quỹ đạo Điểm Lagrange L4 thuộc hệ Mặt trời-Sao Mộc. Nó được đặt theo tên anh hùng Hy Lạp Talthybius. Nó được phát hiện bởi Edward L. G. Bowell ngày 15 tháng 10 năm 1985 tại Flagstaff, Arizona ở trạm Anderson Mesa thuộc Đài Quan sát Lowell.